# Ludwig Eisenlohr junior
Ludwig Eisenlohr junior (* 22. September 1894 in Stuttgart; † 23. Februar 1993 in Überlingen) war ein deutscher Architekt.

## Die Zeit vor 1933
Der Sohn Ludwig Eisenlohrs studierte, von seinem Einsatz als Sanitätssoldat im Ersten Weltkrieg zurückgekehrt, an der Technischen Hochschule Stuttgart bei Paul Bonatz und Paul Schmitthenner. Von 1920 bis 1924 arbeitete er im Architekturbüro von Alfred Fischer in Essen, danach zusammen mit seinem späteren Schwager Oscar Pfennig im Büro seines Vaters in Stuttgart. 1925 gewannen Pfennig und Eisenlohr den ersten Preis im Architekturwettbewerb für den Mittnachtbau in Stuttgart, der 1926 bis 1928 errichtet wurde. Die Stahlbetonkonstruktion wurde mit Travertin verkleidet. Dieses Bauwerk gilt als erstes Zeugnis für die Linie, die das Architekturbüro Eisenlohr und Pfennig einhielt. Eisenlohr und Pfennig gewannen auch die Wettbewerbe für die Kurhalle in Bad Mergentheim (1926–1928), für das Krankenhaus in Waiblingen (1926) und für das Kaufmannserholungsheim in Bad Urach (1929).
Zu den Arbeiten in der Partnerschaft mit Pfennig gehört das Hochhaus des Kaufhauses Breuninger am Stuttgarter Marktplatz, das in den Jahren 1928 bis 1931 entstand. Die Konstruktion wurde auf der Ausstellung  The International Style  in New York im Jahr 1932 vorgestellt. Der neusachliche achtgeschossige Stahlskelettbau unter Flachdach hatte ähnlich wie beim Kaufhaus Schocken gestaffelte Obergeschosse. Er überstand die Luftangriffe im Zweiten Weltkrieg und wurde 1950 nach Instandsetzung wiedereröffnet. Sein markantes Äußeres verschwand 1959 unter einer Verblendung durch Aluminium-Lamellen. Weitere Umbauten in den Folgejahren veränderten sein Äußeres bis zur Unkenntlichkeit.

## Zeit des Nationalsozialismus
Eisenlohr versuchte sich einerseits dem nun herrschenden Geschmack anzupassen und konzentrierte sich andererseits nun verstärkt auf den Industriebau, der weniger durch neue Richtlinien eingeschränkt wurde als „offizielle“ Bauvorhaben. Aus dieser Phase stammen die Verwaltungsgebäude der Daimler-Benz AG in Sindelfingen und Untertürkheim. Im Wettbewerb um den Bau der SA-Schule in Rottenburg am Neckar 1934 erhielt er den zweiten Preis, der Entwurf für den Kochbrunnen in Wiesbaden erhielt im gleichen Jahr den ersten Preis, der für das Rathaus in Reutlingen 1939 den dritten. Das Generalkommando V in Stuttgart-Nord, das das Büro 1938 plante, wurde nicht realisiert. Am 3. November 1939 beantragte er die Aufnahme in die NSDAP und wurde zum 1. Januar 1940 aufgenommen (Mitgliedsnummer 8.220.449).

## Nachkriegszeit
Eisenlohr war am Wiederaufbau des Graf-Eberhard-Baus beteiligt, konnte aber vorläufig nicht an seine früheren Erfolge anschließen. Sein Vorschlag für den Neubau der Liederhalle z. B. fand 1949 keine Zustimmung. Nach Studienreisen in die Schweiz und nach Schweden konnte er sich an der Planung des Stuttgarter Katharinenhospitals beteiligen. In seinem Büro, das später von seinem Sohn Werner Eisenlohr weitergeführt wurde, wurden nun vor allem Krankenhäuser und Schulbauten geplant, so z. B. das Stuttgarter Olgahospital samt Schwesternwohnheim und Tiefgarage und das Rotkreuzkrankenhaus in Bad Cannstatt.